# GIF Sundsvall

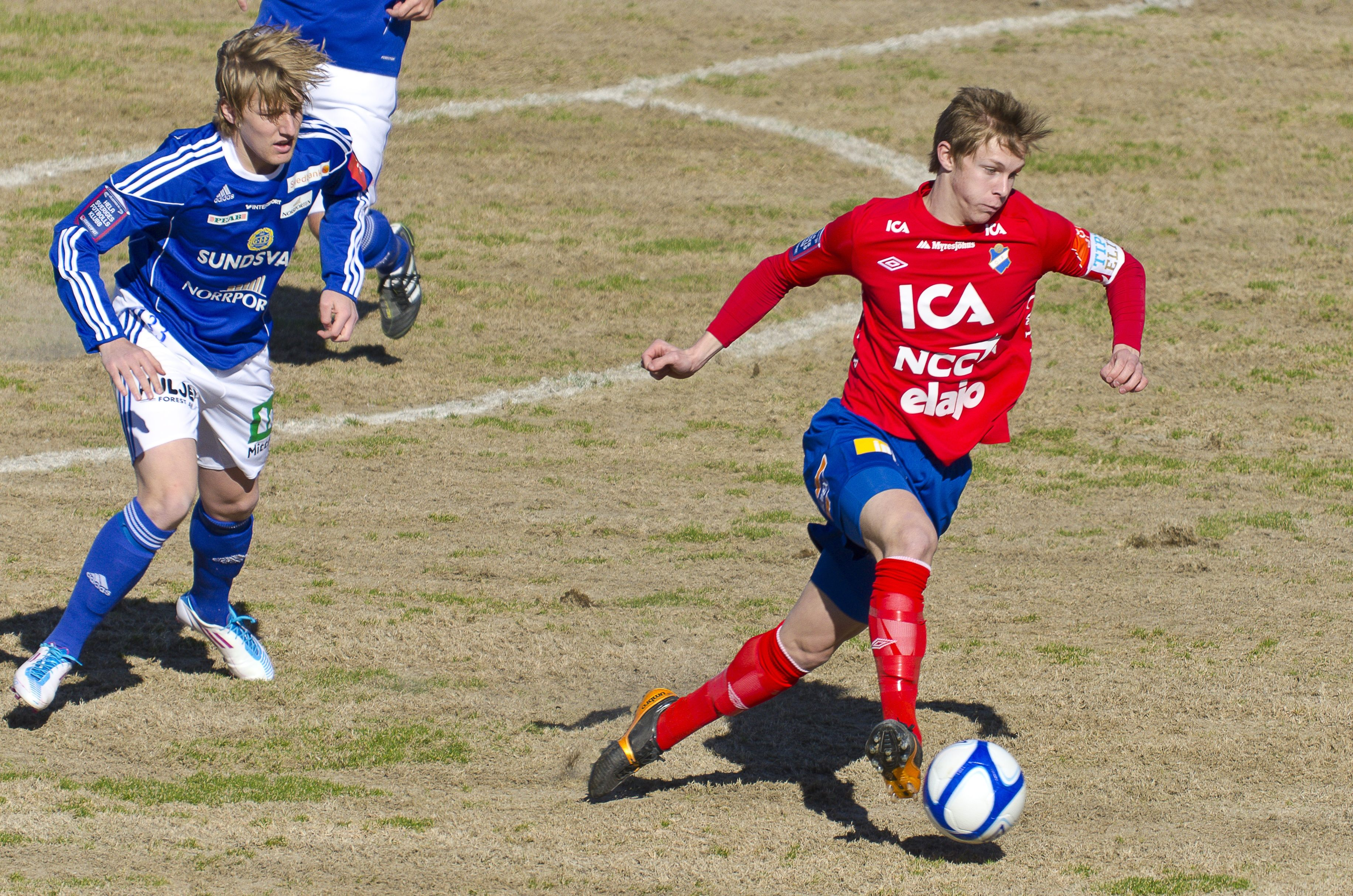
Sundsvallsfostrade Emil Forsberg, till vänster i bild.

GIF Sundsvall, Giffarna, GIF, Norrlandslaget, Giffers, är en fotbollsklubb i Sundsvall. GIF Sundsvall bildades den 25 augusti 1903. 1965 spelade laget sin första säsong i Allsvenskan och "öppnade Norrlandsfönstret" för första gången (första lag norr om Gästrikland i Sveriges högsta serie). Klubben har spelat totalt 20 säsonger i Allsvenskan, med en femteplats som bästa placering 1988. Säsongen 2025 spelar GIF i näst högsta serien, Superettan. 
GIF har numera enbart herr- och pojklag (samt ett parasportlag). I ungdomssektionen finns lag i årskullarna 7–16 år, ”fotbollslekis” i åldrarna 4–6 år samt spontanidrottsprojekt i utsatta områden.  Under A-laget finns akademiverksamheten med lag i P19-allsvenskan, P17-allsvenskan och P16-allsvenskan. Tidigare hade föreningen även ett damlag som spelade i Sveriges högsta serie 1978–1984. 1985 överfördes damlaget till Sundsvalls DFF.
Föreningen är arrangör av en av Sveriges största ungdomsturneringar inomhus, GIF Sundsvall Cup som spelas i Nordichallen i januari. 

## Historia
GIF Sundsvall grundades den 25 augusti 1903 på Mathilda Anderssons kafé på Köpmangatan 34 i Sundsvall av en grupp idrottsintresserade och nykterhetsivrande ungdomar (på platsen, där det i dag finns en restaurang, sitter en minnesplakett sedan 2014  och ståplatssektionen på hemmaarenan kallas sedan 2019 för "Mathildas"). 
Den 6 augusti samma år invigdes hemmaarenan Idrottsparken, numera NP3 Arena. 
GIF stod för "Godtemplarnas Idrottsförening" fram tills nykterhetskravet lättades upp 1920 och initialerna istället kom att stå för "Gymnastik- och Idrottsföreningen".
Flera idrotter fanns på programmet under de första 60 åren. Bland andra bandy (1913–1936), där man blev Västernorrlands distriktsmästare 1921, och ishockey (1938–1967), med flera DM-segrar på 1940- och 50-talet och som bäst en tredjeplats i division 2 (näst högsta serien) 1966/67. Längdskidåkning, backhoppning och handboll var också sektioner där GIF nådde viss framgång i föreningens tidiga historia.
Fotbollssektionen bildades 1919 och klubben tog hem DM-titeln flera gånger och slogs ofta i toppen av norrländska högstaserien. 1942 och 1957 vann GIF Sundsvall norrländska mästerskapet i fotboll. 
1953 nådde GIF division II, när lag norr om Gästrikland och Dalarna för första gången tilläts delta i Sveriges två högsta divisioner i fotboll. 1957 vann laget serien och fick spela kval mot Eskilstuna men förlorade efter omspel. 1961 var det dags igen men en poäng räckte bara till en tredjeplats i kvalserien där de två första tog steget upp. 1963 spelade Giffarna för tredje gången kval men denna gång blev det förlust i den avgörande matchen mot Gais. 
1964 nådde GIF Sundsvall för första gången Allsvenskan efter segrar mot Halmstads BK och Östers IF. Den första säsongen i Allsvenskan 1965 slutade med en vinst och fem oavgjorda matcher; den enda segermatchen blev mot Hammarby hemma. 
I början av 1970-talet startades en damsektion och när seriespel drog igång på distriktsnivå 1973 var GIF, med spelare som landslagsmålvakten Elisabeth Leidinge och ”Lill-Eva” Andersson, med och vann dessutom serien flera av de efterföljande åren. 
1975 var herrlaget  åter i Allsvenskan men även denna gång blev det en ettårig sejour.
När division 1 för damer startades som högsta serie på regional nivå 1978 var GIF kvalificerad direkt och fanns ännu med där när damlaget av ekonomiska skäl separerades till en egen förening, Sundsvalls DFF, 1985.
1981 åkte herrlaget ur näst högsta serien (division 2) och tillbringade fyra säsonger i tredjedivisionen (samtidigt som ärkerivalen IFK Sundsvall tagit över som kommunens bästa fotbollslag med fem allsvenska säsonger 1976–1977 och 1979–1981) innan GIF 1985 åter tog steget upp i tvåan och sedan vann även den serien året efter.
1987 var laget för tredje gången i Allsvenskan och spelade sig för första gången kvar. 1988 slutade laget femma (klubbens högsta slutplacering någonsin), med bland andra Tomas Brolin och Håkan Sandberg i laget.
1989 åkte GIF Sundsvall ur Allsvenskan men tog sig tillbaka året därpå efter tidernas kvalvändning mot BK Häcken (GIF låg under med 1–0 och totalt 5–2 efter första halvlek i returmatchen men vände och vann med 4–1 och 6–5 totalt). Bara för att återigen åka ur Allsvenskan direkt 1991.  
1999 vann laget serien som var den sista säsongen med Division 1 som andradivision och GIF Sundsvall gick åter upp i Allsvenskan, och kom att ha sin hittills längsta sejour i denna fram till och med 2005. Bland annat med en sjundeplats 2004. 
Sedan pendlade laget mellan Allsvenskan och Superettan under tio år, med två ettåriga besök i högsta serien 2008 och 2012 (med lokalfostrade Emil Forsberg som lagets skyttekung 2012), innan en ny längre sejour inleddes 2015.
2018 slog klubben poäng- och målrekord i högsta serien efter en åttondeplats i tabellen. Linus Hallenius blev klubbens meste målskytt i Allsvenskan när han gjorde 18 mål.
Säsongen 2019 slutade GIF näst sist i Allsvenskan och flyttades ner till superettan efter fem raka säsonger i högsta serien. 
2021 blev ett lokalt präglat lag tvåa i superettan och tog åter steget upp i Allsvenskan.
2022 slutade laget sist i Allsvenskan och degraderas åter till superettan.

### Säsonger iAllsvenskan
| Säsong | Placering | Antal lag | Tränare                            | Skyttekung                                               | Notering                         |
| ------ | --------- | --------- | ---------------------------------- | -------------------------------------------------------- | -------------------------------- |
| 1965   | 12        | 12        | Fred Eklöf                         | Kjell Eriksson, 9 mål                                    | Nedflyttade                      |
| 1975   | 14        | 14        | Nils-Göran Björklund               | Anders Lindahl, 6 mål                                    | Nedflyttade                      |
| 1987   | 10        | 12        | Anders Grönhagen                   | Leif Forsberg, Niklas Karlström, 7 mål                   |                                  |
| 1988   | 5         | 12        | Anders Grönhagen                   | Håkan Sandberg, 7 mål                                    | En placering från slutspel       |
| 1989   | 11        | 12        | Anders Grönhagen                   | Håkan Sandberg, 8 mål                                    | Nedflyttade                      |
| 1991   | 10        | 10        | Jan Mattsson                       | Leif Forsberg, Magnus Wikström, Fredrik Johansson, 3 mål | Nedflyttade (7/8 i kvalsvenskan) |
| 2000   | 11        | 14        | Anders Grönhagen                   | Cain Dotson, 9 mål                                       |                                  |
| 2001   | 11        | 14        | Anders Grönhagen                   | Andreas Yngvesson, 7 mål                                 |                                  |
| 2002   | 8         | 14        | Patrick Walker, Per Joar Hansen    | Tommy Bergersen, 6 mål                                   |                                  |
| 2003   | 12        | 14        | Patrick Walker, Per Joar Hansen    | Bala Garba, Tommy Bergersen, 5 mål                       | Kvar via kval                    |
| 2004   | 7         | 14        | Patrick Walker, Rikard Norling     | Jonas Wallerstedt, 9 mål                                 |                                  |
| 2005   | 13        | 14        | Jan Halvor Halvorsen/Anders Högman | Peter Olofsson, 6 mål                                    | Nedflyttade                      |
| 2008   | 15        | 16        | Per Joar Hansen/Sören Åkeby        | Hannes Sigurdsson, Robert Mambo Mumba, 6 mål             | Nedflyttade                      |
| 2012   | 14        | 16        | Sören Åkeby                        | Emil Forsberg, 6 mål                                     | Nedflyttade via kval             |
| 2015   | 12        | 16        | Joel Cedergren, Roger Franzén      | Pa Dibba, 8 mål                                          |                                  |
| 2016   | 13        | 16        | Joel Cedergren, Roger Franzén      | Stefan Silva, 7 mål                                      |                                  |
| 2017   | 13        | 16        | Joel Cedergren                     | Linus Hallenius, 8 mål                                   |                                  |
| 2018   | 8         | 16        | Joel Cedergren                     | Linus Hallenius, 18 mål                                  |                                  |
| 2019   | 15        | 16        | Joel Cedergren/Tony Gustavsson     | Linus Hallenius, 6 mål                                   | Nedflyttade                      |
| 2022   | 16        | 16        | Henrik Åhnstrand/Brian Clarhaut    | Pontus Engblom, 11 mål                                   | Nedflyttade                      |

### Serietillhörighet 1928–1999
- 1928/29–1932/33 Division 3 Norrländskan (placeringar 1-5-4-4-9)
- 1933/34–1934/1935 Division 4 Medelpadsserien (placeringar 3-2)
- 1935/36–1936/37 Division 3 Uppsvenskan norra (placeringar 5-1)
- 1937/38–1939/40 Division 3 Uppsvenskan östra (placeringar 5-4-9)
- 1940/41–1945/46 Division 3 Uppsvenskan nordöstra (placeringar 1-1-1-2-3)
- 1946/47 Division 3 Nordsvenskan västra (placering 2)
- 1947/48–1950/51 Division 3 Norrländskan södra (placeringar 2-2-4-1)
- 1951/52–1952/53 Division 3 norra (placeringar 6-7)
- 1953/54 Division 2 Norrland (nivå 2, placering 8)
- 1954/55 Division 3 södra Norrland (nivå 3, placering 1)
- 1955/56–1959 Division 2 Norrland (nivå 2, placeringar 6-1-4-9)
- 1960 Division 3 södra Norrland (nivå 3, placering 1)
- 1961–1964 Division 2 Norrland (nivå 2, placeringar 1-4-1-1)
- 1965 Allsvenskan (nivå 1, placering 12)
- 1966–1971 Division 2 Norrland (nivå 2, placeringar 3-2-9-5-3-5)
- 1972–1974 Division 2 Norra (nivå 2, placeringar 3-2-1)
- 1975 Allsvenskan (nivå 1, placering 14)
- 1976–1981 Division 2 Norra (nivå 2, placeringar 5-8-6-8-9-14)
- 1982–1984 Division 3 södra Norrland (nivå 3, placeringar 3-3-2)
- 1985 Division 3 mellersta Norrland (nivå 3, placering 1)
- 1986 Division 2 Norra (nivå 2, placering 1)
- 1987–1989 Allsvenskan (nivå 1, placeringar 10-5-11)
- 1990 Division 1 norra (nivå 2, placering 1)
- 1991 Allsvenskan (nivå 1, placering 10 (Kvalsvenskan 7))
- 1992–1999 Division 1 norra (nivå 2, placeringar 5 (höstserie 6)-8-7-7-4-4-4-1)

Källa: GIF Sundsvall 100 år (Lars Nylin 2003)

### Säsonger sedan millennieskiftet (2000–)
| Säsong | Nivå | Serie       | Placering | Förändringar          |
| ------ | ---- | ----------- | --------- | --------------------- |
| 2000   | 1    | Allsvenskan | 11        |                       |
| 2001   | 1    | Allsvenskan | 11        |                       |
| 2002   | 1    | Allsvenskan | 8         |                       |
| 2003   | 1    | Allsvenskan | 12        | Kvar via kval         |
| 2004   | 1    | Allsvenskan | 7         |                       |
| 2005   | 1    | Allsvenskan | 13        | Nedflyttade           |
| 2006   | 2    | Superettan  | 8         |                       |
| 2007   | 2    | Superettan  | 3         | Uppflyttade           |
| 2008   | 1    | Allsvenskan | 15        | Nedflyttade           |
| 2009   | 2    | Superettan  | 5         |                       |
| 2010   | 2    | Superettan  | 3         | Kval till Allsvenskan |
| 2011   | 2    | Superettan  | 2         | Uppflyttade           |
| 2012   | 1    | Allsvenskan | 14        | Nedflyttade via kval  |
| 2013   | 2    | Superettan  | 3         | Kval till Allsvenskan |
| 2014   | 2    | Superettan  | 2         | Uppflyttade           |
| 2015   | 1    | Allsvenskan | 12        |                       |
| 2016   | 1    | Allsvenskan | 13        |                       |
| 2017   | 1    | Allsvenskan | 13        |                       |
| 2018   | 1    | Allsvenskan | 8         |                       |
| 2019   | 1    | Allsvenskan | 15        | Nedflyttade           |
| 2020   | 2    | Superettan  | 6         |                       |
| 2021   | 2    | Superettan  | 2         | Uppflyttade           |
| 2022   | 1    | Allsvenskan | 16        | Nedflyttade           |
| 2023   | 2    | Superettan  | 10        |                       |
| 2024   | 2    | Superettan  | 13        | Kvar via kval         |

Källa: SvenskFotboll.se

### Kvalmatcher
1957, kval till Allsvenskan: GIF Sundsvall-IFK Eskilstuna 1-1, 2-2, 0-3 (avgörande matchen på neutral plan, Solna). GIF kvar i division 2 1958.
1961, kvalserie till Allsvenskan: Djurgårdens IF-GIF Sundsvall 3-1, GIF Sundsvall-Högadals IS 2-4, GIF Sundsvall-Östers IF 2-2 (i Uppsala). GIF trea i serien, kvar i division 2 1962.
1963, kvalserie till Allsvenskan: GIF Sundsvall-IFK Eskilstuna 1-1, Östers IF-GIF Sundsvall 1-3, GAIS-GIF Sundsvall 3-1 (i Solna). GIF trea i serien, kvar i division 2 1964.
1964, kvalserie till Allsvenskan: Hammarby IF-GIF Sundsvall 4-2, GIF Sundsvall-Halmstads BK 2-0, Östers IF-GIF Sundsvall 0-2 (i Solna). GIF tvåa i serien, till Allsvenskan 1965.
1985, kval till division 2: GIF Sundsvall-Skövde AIK 1-0, 2-3. GIF till division 1 1986 tack vare fler mål på bortaplan.
1990, kval till Allsvenskan: BK Häcken-GIF Sundsvall 4-2, 1-4 (avgörande matchen i Timrå). GIF till Allsvenskan 1991.
1991, kvalserie till Allsvenskan (kvalsvenskan): GIF Sundsvall-Östers IF 2-2, Kiruna FF-GIF Sundsvall 1-2, GIF Sundsvall-Halmstads BK 2-2, GAIS-GIF Sundsvall 1-0, GIF Sundsvall-Trelleborgs FF 2-3, Hammarby IF-GIF Sundsvall 3-0, Västra Frölunda IF-GIF Sundsvall 5-1, GIF Sundsvall-Västra Frölunda IF 1-1, Trelleborgs FF-GIF Sundsvall 3-0, GIF Sundsvall-Hammarby IF 0-1, Östers IF-GIF Sundsvall 1-1, GIF Sundsvall-Kiruna FF 6-1, GIF Sundsvall-GAIS 4-3, Halmstads BK-GIF Sundsvall 6-3. GIF sjua i serien, till division 1 1992.
2003, kval till Allsvenskan: BK Häcken-GIF Sundsvall 1-2, 1-0. GIF kvar i Allsvenskan 2004 tack vare fler mål på bortaplan.
2010, kval till Allsvenskan: GIF Sundsvall-Gefle IF 0-1, 0-2. GIF kvar i Superettan 2011.
2012, kval till Allsvenskan: Halmstads BK-GIF Sundsvall 3-0, 3-4. GIF till Superettan 2013.
2013, kval till Allsvenskan: GIF Sundsvall-Halmstads BK 1-1, 1-2. GIF kvar i Superettan 2014.
2024, kval till Superettan: FC Stockhom-GIF Sundsvall 0-1, 2-3 efter förlängning (2-1 full tid). GIF kvar i Superettan 2025.
Källa: SvenskFotboll.se

### Serietillhörighet damer 1973-1984
| Säsong | Nivå | Serie                     | Placering | Förändringar                                     |
| ------ | ---- | ------------------------- | --------- | ------------------------------------------------ |
| 1973   | D1   | Östra grupp 1 Medelpad    | 1         | Start för distriktsserier                        |
| 1974   | D1   | Division 1 Medelpad       | 1         |                                                  |
| 1975   | D1   | Division 1 Medelpad       | 1         |                                                  |
| 1976   | R1   | Division 3 södra Norrland | 1         | Start för regionala serier Till kvartsfinal i SM |
| 1977   | R1   | Division 3 södra Norrland | 1         |                                                  |
| 1978   | 1    | Division 1 södra Norrland | 2         | Start för nationella serier                      |
| 1979   | 1    | Division 1 södra Norrland | 1         | Förlust i SM-kvalet                              |
| 1980   | 1    | Division 1 södra Norrland | 1         | Serieomläggning Förlust i SM-kvalet              |
| 1981   | 1    | Division 1 södra Norrland | 1         | Förlust i SM-kvalet                              |
| 1982   | 1    | Division 1 norra          | 2         | Serieomläggning                                  |
| 1983   | 1    | Division 1 norra          | 6         |                                                  |
| 1984   | 1    | Division 1 norra          | 6         | Nybildade SDFF tar över laget och platsen 1985   |

1 D/R = Distriktsserie och regional serie, högsta tillgängliga nivå.
Källa: Årets fotboll 1974-1985 (Strömbergs idrottsböcker).

### Inomhusframgångar
GIF Sundsvall har varit lyckosam i inomhusturneringar. 1990 gick laget till final i Hallsvenskan men förlorade på straffar med 5–3 mot IFK Göteborg efter 0–0 vid full tid. Trots förlusten erbjöds man en plats i Tipscupen men avböjde. 1994 spelade GIF final i den första officiella SM-turneringen i femmannafotboll (five-a-side – en föregångare till dagens futsal i Sverige). Den tv-sända finalen spelades inför 5 000 åskådare i Globen och Giffarna tvingades ha skyttekungen Leif "Lill-Foppa" Forsberg i målet efter att ordinarie målvakten Jonas Lundgren dragit på sig en omdiskuterad utvisning i den sista gruppspelsmatchen. Hammarby vann med 7–2 och GIF fick ett nytt SM-silver.
Damerna vann Kronäng Cup 1982 (inofficiellt SM i inomhusfotboll för damer).

## Hemmaarena

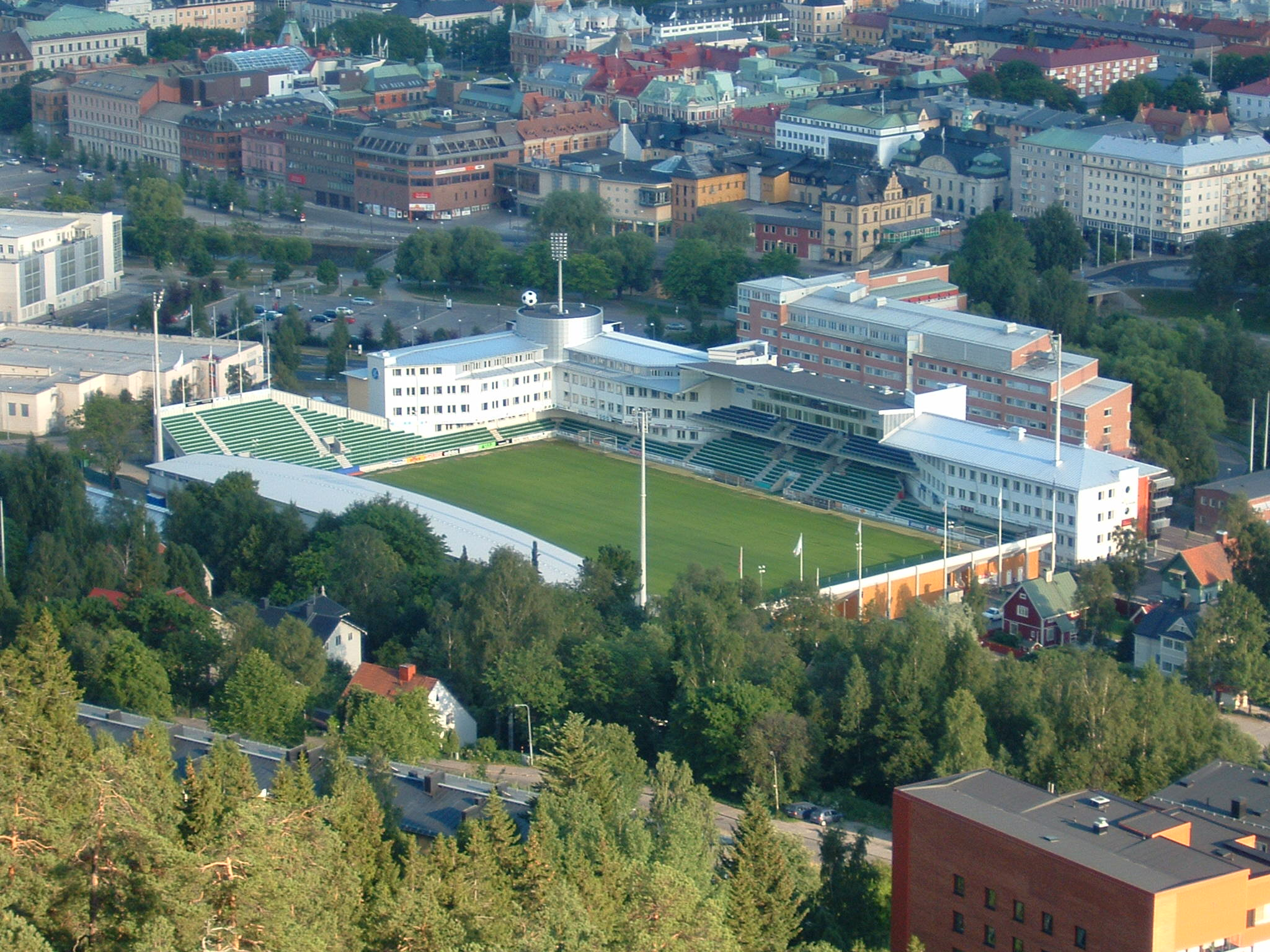

Hemmaarena är NP3 Arena, tidigare Idrottsparken i Sundsvall, invigd samma år som klubben bildades (1903). Arenan renoverades 2001–2002 och planen har konstgräs som underlag sedan 2004. Publikkapaciteten är numera 8 000 personer vid fotbollsevenemang. Vintertid spelas även matcher inomhus i Nordichallen.
Klubben har även spelat elitfotboll på Baldershovs IP (1973–1974 och 1990–1991), Westhagens IP (1990, första allsvenska matcherna på konstgräs 1991 och en match 1998) och Timrå IP (kvalet 1990 och allsvenskan 1991) under renovering och ombyggnad av Idrottsparken. 1995 spelades en match på Essviksvallen utanför Sundsvall på grund av Kommunals strejk som omfattade Idrottsparken. 2011 förlades en cupmatch till Jämtkraft Arena i Östersund för att sprida elitfotbollen i Norrland och 2021 tvingades de två inledande hemmamatcherna i Superettan spelas på Studenternas IP i Uppsala och Jämtkraft Arena (som är GIF:s officiella reservarena) på grund av att planen på NP3 Arena skadats under skottning.
2019 invigdes också träningsanläggningen Camp Mitthem i Nacksta, bestående av en fullstor och en mindre konstgräsplan, som främst används av ungdomsverksamheten.

## Spelare

### Spelartruppen
| Nummer      | Land      | Spelare               | Födelsedatum      | Kom från               | Moderklubb                      |
| Målvakter   | Målvakter | Målvakter             | Målvakter         | Målvakter              | Målvakter                       |
| ----------- | --------- | --------------------- | ----------------- | ---------------------- | ------------------------------- |
| 1           | Sverige   | Jonas Olsson          | 14 september 1994 | Degerfors IF           | BKV Norrtälje                   |
| 13          | Sverige   | Daniel Henareh        | 18 maj 2004       | AIK                    | AIK                             |
| Försvarare  |           |                       |                   |                        |                                 |
| 2           | Sverige   | Alexandros Pantelidis | 21 april 2003     | Vasalunds IF           | Vasalunds IF                    |
| 3           | Tunisien  | Monir Jelassi         | 25 november 1999  | IF Brommapojkarna      | Bollstanäs SK                   |
| 4           | Sverige   | Ludvig Svanberg       | 25 december 2002  | Hammarby IF            | Hammarby IF                     |
| 5           | Sverige   | Dennis Olsson         | 3 oktober 1994    | Torpedo Zjodzina       | GIF Sundsvall                   |
| 11          | Finland   | Samuel Tammivuori     | 13 december 2000  | Käpylän Pallo          | HJK Helsingfors                 |
| 17          | Sverige   | Nils Eriksson         | 16 oktober 2000   | Gefle IF               | GIF Sundsvall                   |
| 18          | Sverige   | Lucas Forsberg        | 21 maj 2003       | AIK                    | Sollentuna FK                   |
| 25          | Ghana     | Charles Baah          | 25 mars 2005      | Attram De Visser SC    | Attram De Visser Soccer Academy |
| 26          | Sverige   | Edvard Carrick        | 20 januari 2005   | GIF Sundsvall U        | Gimonäs Umeå IF                 |
| Mittfältare |           |                       |                   |                        |                                 |
| 6           | Spanien   | Marc Manchón          | 19 november 1997  | Cerdanyola del Vallès  | Espanyol                        |
| 7           | Sverige   | Ture Sandberg         | 12 maj 2005       | IFK Norrköping (lån)   | Svärtinge SK                    |
| 8           | USA       | Marcelo Palomino      | 21 maj 2001       | AFC Eskilstuna         | Marsol Academy                  |
| 15          | Taiwan    | Miguel Sandberg       | 5 augusti 2002    | Karlbergs BK           | Segeltorps IF                   |
| 19          | Sverige   | Yacqub Finey          | 24 september 2003 | Västra Frölunda IF     | Angered MBIK                    |
| 20          | Sverige   | Jeremiah Björnler     | 31 juli 2005      | GIF Sundsvall U        | KB 65                           |
| 23          | Sverige   | Hugo Aviander         | 7 mars 2005       | AIK                    | Vaksala SK                      |
| 27          | Sverige   | Amaro Bahtijar        | 26 augusti 1998   | Umeå FC                | Sund IF                         |
| Anfallare   |           |                       |                   |                        |                                 |
| 9           | Japan     | Taiki Kagayama        | 14 maj 1996       | FC Samgurali Tskaltubo | JFA Academy Fukushima           |
| 14          | Sverige   | Abdulahi Shino        | 31 december 2005  | GIF Sundsvall U        | GIF Sundsvall U                 |
| 21          | Sverige   | Pontus Engblom        | 3 november 1991   | Sandefjord             | IFK Sundsvall                   |
| 22          | Sverige   | Mille Eriksson        | 26 september 2006 | GIF Sundsvall U        | Arnäs IF                        |

### Utlånade spelare
- Anton Mossnelid (försvarare, Team TG)
- Edwin Dellkrans (mittfältare, Kubikenborgs IF)
- Elvis Hansson (mittfältare, Team TG)
- Oliver Grenholm (anfallare, Kubikenborgs IF)
- Henrik Bäckström (anfallare, Skellefteå FF)
- Ronaldo Damus (anfallare, Birmingham Legion FC)

### Pensionerade tröjor
10 –  Leif Forsberg (drygt 400 matcher, 148 mål, 1980–1987 och 1990–2001)

## Ledare
Senast uppdaterad 16 mars 2025
Huvudtränare:   Erol Ates
Assisterande tränare:   Ion Doros
Målvaktsinstruktör:  John Westman  
Fotbollsfystränare:  Oriol Fernandez Peix
Fysioterapeut:  Martin Stolpe
Läkare:  Mattias Tell
Materialförvaltare:  Morgan Eriksson,  Kerstin Näslund,  Enrique Parraguez,  Magnus Svensson,  Fredrik Lundberg
Klubbchef:  Karl Ståhl
Sportchef: Joel Cedergren
Akademichef:  Benny Matsson
Ordförande:  Stefan Söderlund

## Statistik

### Topp 10 spelare med flest allsvenska matcher
Spelare i fet stil är fortfarande aktiva i GIF Sundsvall.
Senast uppdaterad 6 november 2022
| Pl | Spelare           | Tidsperiod | Matcher | Mål |
| -- | ----------------- | ---------- | ------- | --- |
| 1  | Fredrik Sundfors  | 2000–2008  | 164     | 0   |
| 2  | Stefan Ålander    | 2002–2016  | 151     | 4   |
| 3  | Joel Cedergren    | 2000–2008  | 128     | 1   |
| 4  | Fredric Lundqvist | 2000–2005  | 127     | 13  |
| 5  | Dennis Olsson     | 2015–      | 118     | 1   |
| 6  | Karl Ståhl        | 2000–2004  | 104     | 2   |
| 7  | Cain Dotson       | 2000–2004  | 100     | 18  |
| 8  | Hans Bergh        | 2001–2005  | 99      | 2   |
| 9  | Linus Hallenius   | 2008–2022  | 97      | 35  |
| 10 | Mats Barkemo      | 2000–2003  | 96      | 2   |

### Topp 10 spelare med flest allsvenska mål
Spelare i fet stil är fortfarande aktiva i GIF Sundsvall.
Senast uppdaterad 10 december 2019
| Pl | Spelare           | Tidsperiod | Mål | Matcher | Mål/match |
| -- | ----------------- | ---------- | --- | ------- | --------- |
| 1  | Linus Hallenius   | 2008–2022  | 35  | 97      | 0,36      |
| 2  | Peter Wilson      | 2015–2019  | 19  | 93      | 0,20      |
| 3  | Cain Dotson       | 2000–2004  | 18  | 100     | 0,18      |
| 4  | Håkan Sandberg    | 1988–1989  | 15  | 41      | 0,37      |
| 4  | Pa Amat Dibba     | 2012–2016  | 15  | 69      | 0,22      |
| 6  | Leif Forsberg     | 1987–2001  | 14  | 65      | 0,22      |
| 6  | Jonas Wallerstedt | 2003–2005  | 14  | 42      | 0,33      |
| 8  | Tomas Brolin      | 1987–1989  | 13  | 55      | 0,24      |
| 8  | Dennis Östlundh   | 2000–2002  | 13  | 62      | 0,21      |
| 8  | Tommy Bergersen   | 2002–2005  | 13  | 92      | 0,14      |
| 8  | Mattias Thorsell  | 2000–2003  | 13  | 93      | 0,14      |
| 8  | Fredric Lundqvist | 2000–2005  | 13  | 127     | 0,10      |

### Interna skyttekungar
| Säsong | Spelare                                              | Mål | Serie                                 |
| ------ | ---------------------------------------------------- | --- | ------------------------------------- |
| 2024   | Yacqub Finey                                         | 8   | Superettan                            |
| 2023   | Pontus Engblom                                       | 6   | Superettan                            |
| 2022   | Pontus Engblom                                       | 11  | Allsvenskan                           |
| 2021   | Linus Hallenius                                      | 15  | Superettan                            |
| 2020   | Pontus Engblom                                       | 20  | Superettan                            |
| 2019   | Linus Hallenius                                      | 6   | Allsvenskan                           |
| 2018   | Linus Hallenius                                      | 18  | Allsvenskan                           |
| 2017   | Linus Hallenius                                      | 8   | Allsvenskan                           |
| 2016   | Stefan Silva                                         | 7   | Allsvenskan                           |
| 2015   | Pa Dibba                                             | 6   | Allsvenskan                           |
| 2014   | Johan Eklund                                         | 16  | Superettan                            |
| 2013   | Johan Eklund                                         | 15  | Superettan                            |
| 2012   | Emil Forsberg                                        | 6   | Allsvenskan                           |
| 2011   | Fredrik Holster                                      | 14  | Superettan                            |
| 2010   | Hannes Sigurdsson                                    | 10  | Superettan                            |
| 2009   | Hannes Sigurdsson                                    | 10  | Superettan                            |
| 2008   | Hannes Sigurdsson Robert Mambo Mumba                 | 6   | Allsvenskan                           |
| 2007   | Johan Patriksson                                     | 17  | Superettan                            |
| 2006   | Andreas Hermansson                                   | 10  | Superettan                            |
| 2005   | Peter Olofsson                                       | 6   | Allsvenskan                           |
| 2004   | Jonas Wallerstedt                                    | 9   | Allsvenskan                           |
| 2003   | Bala Garba Tommy Bergersen                           | 5   | Allsvenskan                           |
| 2002   | Tommy Bergersen                                      | 6   | Allsvenskan                           |
| 2001   | Andreas Yngvesson                                    | 7   | Allsvenskan                           |
| 2000   | Cain Dotson                                          | 9   | Allsvenskan                           |
| 1999   | Leif Forsberg                                        | 18  | Division 1 norra                      |
| 1998   | Dennis Östlundh                                      | 10  | Division 1 norra                      |
| 1997   | Dennis Östlundh                                      | 8   | Division 1 norra                      |
| 1996   | Mattias Thorsell                                     | 10  | Division 1 norra                      |
| 1995   | Magnus Wikström                                      | 8   | Division 1 norra                      |
| 1994   | Jens Svensson                                        | 9   | Division 1 norra                      |
| 1993   | Krister Lundgren                                     | 14  | Division 1 norra                      |
| 1992   | Krister Lundgren                                     | 14  | Division 1 norra (vårettan+höstettan) |
| 1991   | Leif Forsberg Magnus Wikström Fredrik Johansson      | 3   | Allsvenskan                           |
| 1991   | Magnus Wikström                                      | 7   | Allsvenskan + kvalsvenskan            |
| 1990   | Dick Lidman                                          | 22  | Division 1 norra                      |
| 1989   | Håkan Sandberg                                       | 8   | Allsvenskan                           |
| 1988   | Håkan Sandberg                                       | 7   | Allsvenskan                           |
| 1987   | Leif Forsberg Niklas Karlström                       | 7   | Allsvenskan                           |
| 1986   | Håkan Holmström                                      | 18  | Division 2 norra                      |
| 1985   | Anders Olofsson                                      | 17  | Division 3 mellersta Norrland         |
| 1984   | Anders Grönhagen                                     | 18  | Division 3 södra Norrland             |
| 1983   | Pär Dahlman                                          | 9   | Division 3 södra Norrland             |
| 1982   | Pär Dahlman                                          | 15  | Division 3 södra Norrland             |
| 1981   | Tonny Larsen Pär Dahlman                             | 5   | Division 2 Norra                      |
| 1980   | Rolf-Ola Nilsson Pär Dahlman                         | 8   | Division 2 Norra                      |
| 1979   | Bengt-Göran Stenbäcken                               | 9   | Division 2 Norra                      |
| 1978   | Thomas Wiklund                                       | 8   | Division 2 Norra                      |
| 1977   | Thomas Wiklund Bengt-Göran Stenbäcken Juhani Himanka | 8   | Division 2 Norra                      |
| 1976   | Sören Isaksson Thomas Wiklund                        | 8   | Division 2 Norra                      |
| 1975   | Anders Lindahl                                       | 6   | Allsvenskan                           |
| 1974   | Anders Grönhagen                                     | 9   | Division 2 Norra                      |
| 1973   | Sören Isaksson                                       | 14  | Division 2 Norrland                   |
| 1972   | Anders Lindahl                                       | 8   | Division 2 Norrland                   |
| 1971   | Berndt Norberg                                       | 11  | Division 2 Norrland                   |
| 1970   | Lennart Andersson                                    | 10  | Division 2 Norrland                   |
| 1969   | Gösta Hällström                                      | 11  | Division 2 Norrland                   |
| 1968   | Gösta Hällström                                      | 10  | Division 2 Norrland                   |
| 1967   | Kjell Eriksson                                       | 15  | Division 2 Norrland                   |
| 1966   | Gösta Hällström                                      | 12  | Division 2 Norrland                   |
| 1965   | Kjell Eriksson                                       | 9   | Allsvenskan                           |
| 1964   | Kjell Eriksson                                       | 19  | Division 2 Norrland                   |
| 1963   | Kjell Eriksson                                       | 18  | Division 2 Norrland                   |

Källor: SvenskFotboll.se, Årets fotboll 1956-2020 (Strömbergs idrottsböcker).

## Profiler
Spelare i fet stil är fortfarande aktiva i GIF Sundsvall.

- Theodor "Thodde" Malm (1921–1922)
- Thure Fröberg (1940–1959)
- Lennart "Foppa" Forsberg (1945–1949, 1955–1958)
- K-G Jansson (1954–1961)
- Stig "Vittjärv" Sundqvist (1955–1958)
- Conny Klack (1958–1967)
- Lennart Carlsson (1960–1962)
- Lennart "Liston" Söderberg (1961)
- Allan "Mack-Allan" Sundbom (1939–1964)
- Yngve "Pekka" Nordin (1956–1971, 1974)
- Kjell Eriksson (1962–1967)
- Göran "Pisa" Nicklasson (1962–1963, 1973-1974)
- Eva "Lill-Eva" Andersson (1977–1984)
- Elisabeth Leidinge (1973–1978)
- Hans "Niemisel" Sandberg (1974–1979)
- Jan Eriksson (1974–1980)
- Bengt-Göran "Kinna" Stenbäcken (1976–1981)
- Lars-Erik Öberg (1967, 1972-1976)
- Frank Andersson (1976-1977)
- Jukka Ikäläinen (1977–1980)
- Tomas Brolin (1987–1989)
- Ronnie Hellström (1988)
- Håkan Sandberg (1988–1989)
- David McCreery (1989)
- Magnus Wikström (1985–1991)
- Gunnar Samuelsson (1988–1991, tränare 1996–1998)
- Dick Lidman (1989–1991)
- Kakhaber Tskhadadze (1991)
- Jan "Lill-Damma" Mattsson (tränare 1990–1992)
- Krister Lundgren (1991–1993)
- Anders "Grönis" Grönhagen (1972–1975, 1984–1985, tränare 1986–1989, 1999–2001)
- Leif "Lill-Foppa" Forsberg (1980–1987, 1990–2001)
- Mikael Brundin (1987–1994, 2001)
- Andreas Yngvesson (1995–1996, 1998–2001)
- Per Nilsson (1999–2001)
- McKinley Tennyson (2001)
- Dennis Östlundh (1997–2002)
- Bala Garba (2003)
- Tom Kåre Staurvik (2002–2003)
- Patrick Walker (1987–1991, tränare 2000–2004)
- Cain Dotson (2001–2004)
- Øyvind Svenning (2002–2005)
- Tommy Bergersen (2002–2005)
- Fredric "Lunkan" Lundqvist (2000–2005)
- Ali Gerba (2005)
- Hans Bergh (2001–2006)
- Andreas "Herminator" Hermansson (2004–2006)
- Mikael Dahlberg (2004–2006)
- Mika Sankala (1986–1990, tränare 2006–2007)
- Patrik Eriksson-Ohlsson (2003–2007)
- Mikael Lustig (2005–2008)
- Per Joar Hansen (tränare 2002–2003, 2008)
- Fredrik Sundfors (1999–2009)
- Mattias Nylund (2000–2001, 2004–2005, 2010)
- Robert Mambo Mumba (2007–2010)
- Jonas Wallerstedt (2003–2005, 2009–2011)
- Hannes Sigurðsson (2008–2011)
- Sören "Snuffe" Åkeby (tränare 2008–2012)
- Emil "Mini-Foppa" Forsberg (2009–2012)
- Ari Freyr Skúlason (2008–2013)
- Kevin Walker (2012–2014)
- Joakim Nilsson (2012–2015)
- Stefan Ålander (2001–2009, 2011–2016)
- Pa Dibba (2011–2016)
- Johan Eklund (2012–2016)
- Rúnar Már Sigurjónsson (2013–2016)
- Marcus Danielson (2012–2017)
- Eric Larsson (2013–2017)
- Ferran Sibila (assisterande tränare 2017–2018)
- Joel "Sheriffen" Cedergren (2000–2004, 2007–2008, tränare 2012–2019)
- David Batanero (2017–2019)
- Juanjo Ciércoles (2018–2020)
- Tobias Eriksson (2004–2008, 2019–2020)
- Tommy Naurin (2010–2018, målvaktsinstruktör, assisterande tränare m.m. 2018–2021, sportchef 2023)
- Urban Hagblom (assisterande tränare, klubb- och sportchef 1995–2022)
- Pontus Engblom (2011, 2013, 2020–)
- Linus Hallenius (2006–2009, 2017–2019, 2021–2023)
- Robert Lundström (2009–2015, 2021–2023)
- Saku Ylätupa (2022)
- Joe Corona (2022)

## Tränare
- Mauritz Pettersson (1934/35–1936/37)
- Ture Östman (1939/40–1940/41)
- Karl-Ivar Hjertman (1949/50–1951/52 och 1956/57–1959)
- Harry Ziegler (1951/52–1952/53)
- Olle Klasson (1952/53–1953/54)
- Gunnar Rydberg (1953/54)
- Charly Pohl (1954/55)
- Arne Åhrberg (1954/55–1955/56)
- Stig Sundqvist (1955/56–1957/58)
- Lennart Carlsson (1960–1962)
- Matyas Toth (1963)
- Leopold Jighage (1964)
- Sven-Gunnar Lemon (1964)
- Fred Eklöf (1965–1966)
- Lars-Erik Öberg (1967, 1976)
- Claes Rudberg (1968)
- Göran Carlsson (1969–1971)
- Nils-Göran Björklund (1972–1975)
- Jimmy Meadows (1976)
- Jan Frilén (1977)
- Bosse Åström (1977)
- Curt Edenvik (1978–1981)
- Hans Lundberg (1982–1983)
- Jan-Åke Eriksson (1984–1985)
- Anders Grönhagen (1986–1989, 1999–2001)
- Jan Mattsson (1990–1992)
- Dino Cosmi (1993–1995)
- Gunnar Samuelsson (1996–1998)
- Per Joar Hansen (2002–2003, 2008–2 oktober 2008)
- Patrick Walker (2002–2004)
- Rikard Norling (2004)
- Jan Halvor Halvorsen (2005–15 augusti 2005)
- Anders Högman (5 augusti 2005–2005)
- David Wilson (2006–4 juli 2006)
- Mika Sankala (4 juli 2006–2007)
- Sören Åkeby (2 oktober 2008–2012)
- Roger Franzén (2012–17 september 2016)
- Joel Cedergren (2012–30 augusti 2019)
- Tony Gustavsson (2 september 2019–2019)
- Henrik Åhnstrand (2020–28 juli 2022)
- Brian Clarhaut (28 juli 2022-2022)
- Douglas Jakobsen (2023-1 juni 2024)

Källa: GIF Sundsvall 100 år (Lars Nylin 2003)

## Meriter & rekord
- Placering i Allsvenskans maratontabell: 21 (totalt 20 säsonger till och med 2022).[44]
- Placering i näst högsta seriens maratontabell: 4 (totalt 45 säsonger till och med 2024).[45]
- Bästa placering: Femma i Fotbollsallsvenskan 1988.
- Bästa placering i Svenska cupen: Kvartsfinal 1974, 1991, 1999 och 2008.[3]
- Övriga meriter: Final i Hallsvenskan (inomhus-SM) 1990 (förlust mot IFK Göteborg, 5–3 efter straffar, 0–0 vid full tid)[12] och femmanna-SM (inomhus) 1994 (förlust mot Hammarby med 7–2)[18]. Serieseger i division 1/2 (näst högsta serien): 1956/57, 1961, 1963, 1964, 1974, 1986, 1990 och 1999. Vinnare av Norrländska mästerskapet i fotboll 1942 och 1957. Sju säsonger i damernas dåvarande högsta serie, division 1 norra 1978–1984 (innan damsektionen separerades till egen förening, Sundsvalls DFF). SM-guld, pojkar 16, 2021.[46]
- Största allsvenska seger: 5–0 mot Assyriska FF (hemma) 2005, 5–0 mot Östersunds FK (hemma) 2016, 6–1 mot Trelleborgs FF (borta) 2018.
- Största allsvenska förlust: 1–8 mot IF Elfsborg (borta) 1965.
- Publikrekord: 16 507 mot Högadals IS i allsvenska kvalet 15 oktober 1961 (förlust med 4–2 på Idrottsparken i Sundsvall).
- Publikrekord sedan NP3 Arena/Idrottsparken byggdes om: 8 255 mot Djurgårdens IF 2002 (seger med 2–1).
- Största publik på neutral plan: 31 801 i allsvenska kvalet mot Gais 1963 (förlust 2–1 och matchen spelades på "neutral plan" på Råsunda).[12]
- Största publik GIF spelat inför: 50 128 i Allsvenskan 2018 (0–0 mot AIK på Friends Arena).
- Flest matcher i GIF Sundsvall:  Leif "Lill-Foppa" Forsberg, drygt 400 matcher (148 mål), 1980–1987 och 1990–2001.
- Flest allsvenska matcher:  Fredrik Sundfors, 164 matcher (2000–2008).
- Flest allsvenska mål:  Linus Hallenius, 35 mål (2008, 2017–2019).
- Flest mål i en allsvensk match:  Håkan Sandberg, 3 mål (Öster–GIF 0–4 1988),  Peter Wilson, 3 mål (GIF–Jönköpings S 3–1 2016) och  Linus Hallenius, 3 mål (Trelleborg–GIF 1–6 2018).
- Första allsvenska målet:  Jarl Andrén mot Djurgårdens IF 1965 (3–1-reduceringen i 4–1-förlusten borta i den allsvenska premiäromgången den 11 april).
- 100:e allsvenska målet:  Magnus Wikström mot Halmstads BK 1989.[47]
- 200:e allsvenska målet:  Øyvind Svenning mot IFK Göteborg 2002.[48]
- 300:e allsvenska målet:  Patrik Eriksson Ohlsson mot Assyriska FF 2005.[49]
- 400:e allsvenska målet: Självmål av IFK Göteborg 2015.[50]
- 500:e allsvenska målet:  Jonathan Tamimi mot Trelleborgs FF 2018.[50]
- 100:e allsvenska segern: 2–0 hemma mot IFK Göteborg 27 maj 2018.[51]
- Flest landskamper som Giffare:  Fredric Lundqvist, 5 landskamper 2003–2005 (herr),  Eva "Lill-Eva" Andersson, 20 landskamper 1981–1984,  Elisabeth Leidinge, 7 landskamper 1974–1978 (dam).

## Klubbmärke & färger

### Klubbmärket
GIF Sundsvalls klubbmärke består av en krans med texten "G.I.F" i mitten och med årtalet 1903 (då klubben bildades) ovanför och "SUNDSVALL" nedanför. Kransen och texten är gul och vilar mot en blå botten. Klubbmärket har haft det utseende det har i dag sedan 1970-talet.
Från början bestod klubbmärket av en triangel med bokstäverna G, I, och F inuti. 1916 byttes det ut mot en sköld i färgerna gult och blått och med initialerna ”G.I.F.” diagonalt i mitten. Datumet för klubbens grundande (25 augusti 1903) var skrivet längst upp till vänster och en triangel fanns nere till höger.
På 1920-talet ersattes det av en guldfärgad lagerkrans med bokstäverna GIF på en blå platta i mitten. Det hängde, med små justeringar, med ända in på 1980-talet då det klubbmärke man har i dag tog över, där kransen (numera gul) fått ett nytt, förenklat och skarpare utseende. 

### Klubbfärger
GIF Sundsvalls klubbfärger är blå, vit och gul (eller guld). Ordinarie matchställ består av blå tröja, vita byxor och blå strumpor. Reservstället består av vit tröja, vita byxor och vita strumpor.
Matchtröjan har alltid varit blå (och vit) genom historien, men i olika nyanser och former. Shortsen oftast vita men ibland blå. Strumporna oftast blå men ibland vita eller blå-vitrandiga. Reservställets färg har varierat och varit bland annat gul, svart, vit och röd.

## Musik & maskot

### Officiella låtar
Inmarschlåt: ”Det är här vi står idag” – The Confusions (2015) 
Kamplåt: ”Vi är med” (skriven av Hansi Fellbrink 2002 och även använd som mållåt)

### Hyllningslåtar
”Gif Sundsvall” – Andreas Möller (2001) 
”100 år” – Andreas Möller (2001) 
”Thorssa” – Andreas Möller (2001) 
”Vi håller på Giffers” – Sigge Hill (2004 – ny text till hans egen låt "Kvinnor är smartast")
”Giffarna från Sundsvall” – Danny Cooltmoore (2019, används även som mållåt) 
”Sommarnatt med Giffarna” – Tess Söderström (2019 – ny text till låten Sommarnatt och framförd inför den historiska nattmatchen mot AFC Eskilstuna den 29 juni 2019)
”Våra hjärtan är blåa” – Norrman music (2020)
På 1980-talet gjorde körledaren och tv-profilen Kjell Lönnå flera hejaramsor åt klubben.

### Maskot
Giffen är GIF Sundsvalls officiella maskot sedan 2010. En sorts mytisk, blåfärgad jätte eller fabeldjur med en guldskimrande tuppkamsfrisyr.

## Supportrar
Den officiella supporterklubben heter Patronerna, bildad 1999, med en numera namnlös tifo-sektion (tidigare Färgpatronerna, FP-tifo och TCB Tifo). Därutöver finns fraktionerna Sektion Norr och Alnö Nice Guys (ANG) och flera sektioner i andra delar av landet, där den största är GIF08 i Stockholmsområdet, GIF031 i Göteborgsområdet och GIF040 i Skåne. På hemmamatcherna återfinns hejaklacken på ståplatssektionen på den östra läktaren på NP3 Arena, även kallad "Mathildas".
Gamla Giffare är en stödförening till GIF Sundsvall. Där återfinns människor med anknytning till klubben, som exempelvis tidigare spelare. 

## Andra idrotter
Utöver fotboll har en rad andra grenar funnits på programmet i föreningen genom historien:
- Längdskidåkning (arrangör av skid-SM 1928)
- Backhoppning (Putte Selander tävlade internationellt med landslaget)
- Friidrott
- Gymnastik
- Bandy (1913–1936)
- Ishockey (1938–1967)
- Handboll (1930–1966)
- Basket (1930–1959)
- Orientering (–1934)
- Boxning
- Konståkning (–1961)
- Simning (–1928)
- Tennis
- Varpa (1960–1971, sektion "vilande", alltså inte formellt nedlagd) [10]
- E-sport (2018-2021)[67]

### Fotnoter
1. ↑  http://gifsundsvall.se/np3-arena/
2. ↑  Martin Alsiö (18 juli 2004). ”De allsvenska klubbarnas födelsedagar”. Bolletinen. http://www.bolletinen.se/sfs/allsvenskan/grundades.pdf. Läst 10 oktober 2011.
3. 1 2  ”Fakta och statistik – GIF Sundsvall”. http://gifsundsvall.se/fakta/. Läst 31 december 2019.
4. ↑  ”GIF Sundsvall Cup”. http://gifsundsvallcup.se/. Läst 12 februari 2018.
5. ↑  ”Mathildas café, sedan 1903!”. http://gifsundsvall.se/mathildas-cafe-sedan-1903/. Läst 13 februari 2019.
6. ↑  ”GIF skyltar med jubileum”. https://www.st.nu/artikel/superettan/gif-skyltar-med-jubileum. Läst 13 februari 2019.
7. ↑  ”Patronerna Sundsvall – 20 år”. https://www.facebook.com/watch/?v=538092866600764. Läst 13 februari 2019.
8. ↑  ”NP3 Arena”. http://gifsundsvall.se/np3-arena/. Läst 10 maj 2020.
9. ↑  Eric Sköld (ed.): Boken om bandy, Uppsala: Bygd och Folk Förlag (1948), s. 469
10. 1 2 3  Dahlin, Per-Olov (1979). Alla tiders GIF Sundsvall. sid. 72–87. Läst 9 februari 2018
11. ↑  ”Medelpadsfrågan: På ett kafé på Köpmangatan föddes GIF Sundsvall”. https://www.st.nu/artikel/medelpad/medelpadsfragan-pa-ett-kafe-pa-kopmangatan-foddes-gif-sundsvall. Läst 13 februari 2019.
12. 1 2 3  ”GIF 100 år”. https://www.svenskafans.com/fotboll/10512.aspx. Läst 5 februari 2018.
13. 1 2  ”Historik”. http://gifsundsvall.se/historia/. Läst 10 maj 2020.
14. 1 2 3 4 5  Dahlin, Per-Olov. Alla tiders GIF Sundsvall 2. Läst 27 februari 2018
15. ↑  ”Gif Sundsvall återvänder till Allsvenskan”. https://www.svenskfotboll.se/nyheter/serier/2021/11/superettan-gif-sundsvall-atervander-till-allsvenskan/. Läst 21 november 2021.
16. 1 2 3 4 5 6 7  Nylin, Lars. GIF Sundsvall 100 år. Läst 6 februari 2018
17. ↑   Årets fotboll 1992. 1992. sid. 138. Läst 6 februari 2023
18. 1 2  ”1994 fanns det pengar”. Arkiverad från originalet den 5 februari 2018. https://web.archive.org/web/20180205185125/http://futsal.se/2014/05/1994-fanns-det-pengar/. Läst 5 februari 2018.
19. ↑  ”Hammarby IF SM i five-a-side 1994”. https://www.youtube.com/watch?v=OW0Sfn4XWu4. Läst 5 februari 2018.
20. ↑  ”NP3 Arena”. GIF Sundsvall. https://gifsundsvall.se/np3-arena/. Läst 31 december 2021.
21. ↑  ”ST för 25 år sedan: Uppsättningen av operan Carmen i Sundsvall gör succé – kan leda till turné”. https://www.st.nu/2020-10-05/st-for-25-ar-sedan-uppsattningen-av-operan-carmen-i-sundsvall-gor-succe--kan-leda-till-turne. Läst 10 augusti 2023.
22. ↑  ”GIF-Gais i Östersund”. https://www.st.nu/artikel/gif-gais-i-ostersund. Läst 8 maj 2021.
23. ↑  ”Konstgräset på NP3 Arena förstört – GIF Sundsvall tvingas panikändra inför kvällens premiär”. http://www.svt.se/nyheter/lokalt/vasternorrland/korskador-pa-np3-arena-da-tvingas-gif-sundsvall. Läst 8 maj 2021.
24. ↑  ”Lördagens match spelas i Östersund”. https://gifsundsvall.se/lordagens-match-spelas-i-ostersund/. Läst 8 maj 2021.
25. ↑  ”GIF Sundsvalls årskrönika 2019”. http://gifsundsvall.se/gif-sundsvalls-arskronika-2019/. Läst 15 februari 2020.
26. ↑  ”Truppen”. gifsundsvall.se.se. https://gifsundsvall.se/truppen/. Läst 1 september 2024.
27. ↑  ”GIF Sundsvall”. SvFF. Arkiverad från originalet den 30 april 2024. https://web.archive.org/web/20240430145910/https://www.svenskfotboll.se/lagsida/gif-sundsvall/25513/. Läst 1 september 2024.
28. ↑  ”GIF Sundsvall”. fotbolltransfers.com. https://fotbolltransfers.com/klubbar/sverige/gif-sundsvall/39. Läst 1 september 2024.
29. ↑  ”Truppen”. gifsundsvall.se.se. https://gifsundsvall.se/truppen/. Läst 1 september 2024.
30. ↑  ”GIF Sundsvall”. SvFF. Arkiverad från originalet den 30 april 2024. https://web.archive.org/web/20240430145910/https://www.svenskfotboll.se/lagsida/gif-sundsvall/25513/. Läst 1 september 2024.
31. ↑  ”GIF Sundsvall”. fotbolltransfers.com. https://fotbolltransfers.com/klubbar/sverige/gif-sundsvall/39. Läst 1 september 2024.
32. ↑  ”GIF Sundsvall - #10 Leif ”Lill-Foppa” Forsberg”. http://gifsundsvall.se/foppa/. Läst 13 maj 2020.
33. ↑  ”Ledarstab Herrlag”. https://gifsundsvall.se/ledarstab-herrlag/. Läst 9 april 2024.
34. ↑  ”Erol Ates ny huvudtränare i GIF Sundsvall”. https://gifsundsvall.se/erol-ates-ny-huvudtranare-i-gif-sundsvall/. Läst 12 juli 2024.
35. ↑  ”Ny klubbchef”. https://gifsundsvall.se/ny-klubbchef/. Läst 16 februari 2023.
36. ↑  ”Tommy Naurin lämnar GIF Sundsvall efter säsongen”. 11 oktober 2023. https://gifsundsvall.se/tommy-naurin-lamnar-gif-sundsvall-efter-sasongen/. Läst 11 december 2023.
37. ↑  ”Styrelse - GIF Sundsvall”. GIF Sundsvall. http://gifsundsvall.se/styrelse/. Läst 20 juni 2017.
38. 1 2  ”Arkiverade kopian”. Arkiverad från originalet den 5 november 2014. https://web.archive.org/web/20141105211451/http://svenskfotboll.se/superettan/lag/?playerid=&db=2012&flid=25513. Läst 5 november 2014.
39. 1 2  Alsiö, Martin. "100 år med allsvensk fotboll". Idrottsförlaget i Västerås AB. Läst 5 november 2014
40. 1 2 3 4 5 6 7  ”Här är Giffarnas alla allsvenska målskyttar – vem gör mål nummer 400?”. http://www.st.nu/fotboll/allsvenskan/har-ar-giffarnas-alla-allsvenska-malskyttar-vem-gor-mal-nummer-400. Läst 27 februari 2018.
41. ↑  Föreningen Svensk Elitfotboll. Svensk Elitfotboll 1996.
42. 1 2  ”Fotboll Sweden”. http://www.fotbollsweden.se/. Läst 27 februari 2018.
43. ↑  ”Division 2 serierna i Sverige - Division 2 Norrland”. https://www.fotbollsweden.se/Div%202%201964.htm. Läst 19 januari 2023.
44. ↑  ”Allsvenska maratontabellen 1924/25-2022”. Arkiverad från originalet den 26 november 2018. https://web.archive.org/web/20181126232515/https://www.svenskfotboll.se/serier/allsvenskan/maratontabell/. Läst 15 november 2022.
45. ↑  ”Maratontabeller”. Arkiverad från originalet den 7 augusti 2018. https://web.archive.org/web/20180807125430/https://www.svenskfotboll.se/serier/superettan/maratontabeller/. Läst 7 augusti 2018.
46. ↑  ”GIF Sundsvall bärgade P16-guld på hemmaplan”. https://unicoach.se/2021/11/gif-sundsvall-tog-hem-p16-guld/. Läst 21 november 2021.
47. ↑  ”Den egna produkten som gjorde mål nummer 100”. https://www.st.nu/artikel/fotboll/allsvenskan/den-egna-produkten-som-gjorde-mal-nummer-100. Läst 14 augusti 2018.
48. ↑  ”Norrmannen som gjorde mål nummer 200”. https://www.st.nu/artikel/fotboll/allsvenskan/norrmannen-som-gjorde-mal-nummer-200. Läst 14 augusti 2018.
49. ↑  ”Mittbacken som gjorde mål nummer 300”. https://www.st.nu/artikel/fotboll/allsvenskan/mittbacken-som-gjorde-mal-nummer-300. Läst 14 augusti 2018.
50. 1 2  ”Dokument: Jonathan Tamimi skrev historia – hans första allsvenska mål blev Giffarnas 500:e”. https://www.st.nu/artikel/fotboll/allsvenskan/dokument-jonathan-tamimi-skrev-historia-hans-forsta-allsvenska-mal-blev-giffarnas-500-e. Läst 14 augusti 2018.
51. ↑  ”Från nederlagstippade till poängrekord – här är rekorden från Giffarnas succésäsong”. https://www.st.nu/artikel/fotboll/allsvenskan/fran-nederlagstippade-till-poangrekord-har-ar-rekorden-fran-giffarnas-succesasong. Läst 12 november 2018.
52. ↑  ”GIF Sundsvalls klubbmärke”. http://gifsundsvall.se/klubbmarket/. Läst 1 februari 2018.
53. 1 2   GIF Sundsvalls jubileumsskrift 1928. 1928. Läst 1 februari 2018
54. ↑  ”Klubbmarken.com”. http://klubbmarken.com/. Läst 1 februari 2018.
55. ↑  ”GIF Sundsvalls matchtröja 2024!”. https://gifsundsvall.se/gif-sundsvalls-matchtroja-2024/. Läst 17 mars 2024.
56. ↑  ”The Confusions "Det Är Här Vi Står Idag" (Official Music Video)”. https://www.youtube.com/watch?v=VoLTl58S3-c. Läst 13 juni 2019.
57. ↑  ”Texten till de tre nya GIF-låtarna”. https://www.svenskafans.com/fotboll/gif/3262. Läst 13 juni 2019.
58. ↑  ”"GIFFARNA FRÅN SUNDSVALL"”. https://www.facebook.com/cooltmoore/photos/a.1920359691380110/2265378076878268/?type=3&theater. Läst 13 juni 2019.
59. ↑  ”Sommarnatt”. https://www.facebook.com/hejasundsvall.se/photos/a.687769381256652/2683141485052755/?type=3&theater. Läst 30 juni 2019.
60. ↑  ”Norrman music - Våra hjärtan är blåa”. https://www.instagram.com/tv/B-ShHAdnuht/?igshid=1nt7a43ne20od. Läst 18 april 2020.
61. ↑  ”Här hyllar GIF-klacken bortgångne Kjell Lönnå: ”Tack för sången””. https://www.st.nu/2022-05-23/har-hyllar-gif-klacken-bortgangne-kjell-lonna-tack-for-sangen-kjell. Läst 31 maj 2022.
62. ↑  ”Giffen”. http://gifsundsvall.se/giffen/. Läst 13 juni 2019.
63. ↑  ”Giffen talar ut”. https://www.st.nu/artikel/profilen-giffen-talar-ut. Läst 13 juni 2019.
64. ↑  ”Patronerna”. https://www.facebook.com/Patronerna/. Läst 13 juni 2019.
65. ↑  ”Gamla Giffare”. http://gifsundsvall.se/gamla-giffare/. Läst 13 juni 2019.
66. ↑  ”GIF Sundsvall – Fakta och statistik”. http://gifsundsvall.se/fakta/. Läst 13 maj 2020.
67. ↑  ”GIF Sundsvall esport”. http://gifsundsvall.se/gif-sundsvall-esport/. Läst 8 februari 2021.